# Теорема Лёба
Теорема Лёба — теорема в математической логике о взаимосвязи между доказуемостью утверждения и самим утверждением. Установлена математиком Мартином Хуго Лёбом в 1955 году.
Теорема Лёба гласит, что во всякой теории, включающей аксиоматику Пеано, для любого высказывания {\displaystyle P} доказуемость высказывания «доказуемость {\displaystyle P} влечет {\displaystyle P}» возможна только в случае доказуемости самого высказывания {\displaystyle P}. Символически эта теорема может быть записана следующим образом:
{\displaystyle \Box (\Box P\rightarrow P)\rightarrow \Box P.}
Следствием теоремы Лёба является то, что только в противоречивой теории высказывание «доказуемость {\displaystyle P} влечёт {\displaystyle P}» доказуемо для всех утверждений {\displaystyle P}.
Некоторые исследователи отмечают, что теорема Лёба может рассматриваться как результат формализации рассуждений, аналогичных парадоксу Карри, с помощью гёделевской нумерации.